# Oncocnemis lindseyi
Oncocnemis lindseyi là một loài bướm đêm trong họ Noctuidae.